# Андричград
Андричград (серб. Андрићград, что означает «город Андрича») — градостроительный проект («город в городе»), расположенный в Вишеграде, Республика Сербская, Босния и Герцеговина. Построен под руководством и при финансовом участии режиссёра Эмира Кустурицы. Город посвящён югославскому писателю Иво Андричу, лауреату Нобелевской премии.

## История

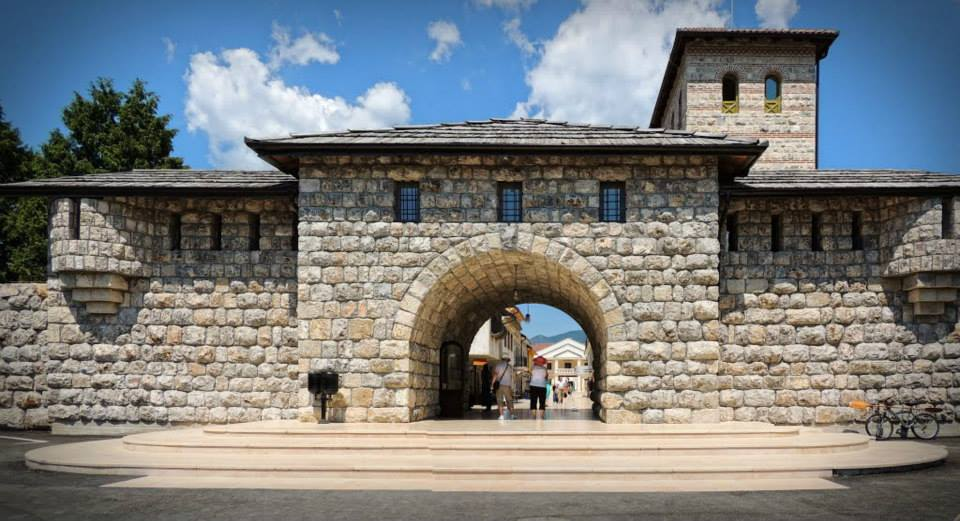
Главный вход в Андричград

Строительство Андричграда, также известного как Каменград началось 28 июня 2011 года. Он был официально открыт 28 июня 2014 года в день 100-летия со дня убийства эрцгерцога Фердинанда Гаврилой Принципом. Стоимость строительства составила почти 15 миллионов евро.
Андричград расположен на правом берегу Дрины рядом с Вишеградским мостом, входящим в список Всемирного наследия ЮНЕСКО, и простирается от моста до устья реки Рзава. После этнодеревни Дрвенград в Сербии, это второй посёлок, созданный Кустурицей с нуля. Андричград находится менее чем в 20 км к западу от Дрвенграда.
Город занимает площадь более 1,7 га. Там есть городской муниципалитет, магазины, гостиницы, театр, дом-музей Иво Андрича, гуманитарный институт, храм Святого князя Лазаря, рынок, кафе и рестораны, библиотека, художественная галерея, кинотеатр, небольшая пристань. Представлены постройки различных архитектурных стилей и эпох.
Андричград должен будет стать местом съёмок нового фильма Кустурицы, основанном на романе Мост на Дрине лауреата Нобелевской премии по литературе Иво Андрича.

## Памятники
Памятник Иво Андричу расположен в центре Андричграда. Памятник имеет высоту 2,4 м и был открыт на Видовдан 28 июня 2012 года во время церемонии, посвящённой годовщине начала строительства Андричграда. Памятник был создан в ответ на снос бюста Иво Андрича в Вышеграде в 1991 году мусульманскими экстремистами.
Памятник Петру II Петровичу Негошу установлен на площади перед храмом Святого князя Лазаря. Открыт 29 ноября 2013 года. Является копией памятников в Подгорице и Белграде.

## Почётные граждане
Почетные граждане Андричграда — это люди, которым были вручены ключи от города. Ими являются:
- Милорад Додик, президент Республики Сербской
- Вук Еремич, председатель на 67-й сессии Генеральной Ассамблеи ООН
- Матия Бечкович, писатель
- Новак Джокович, теннисист

## Галерея

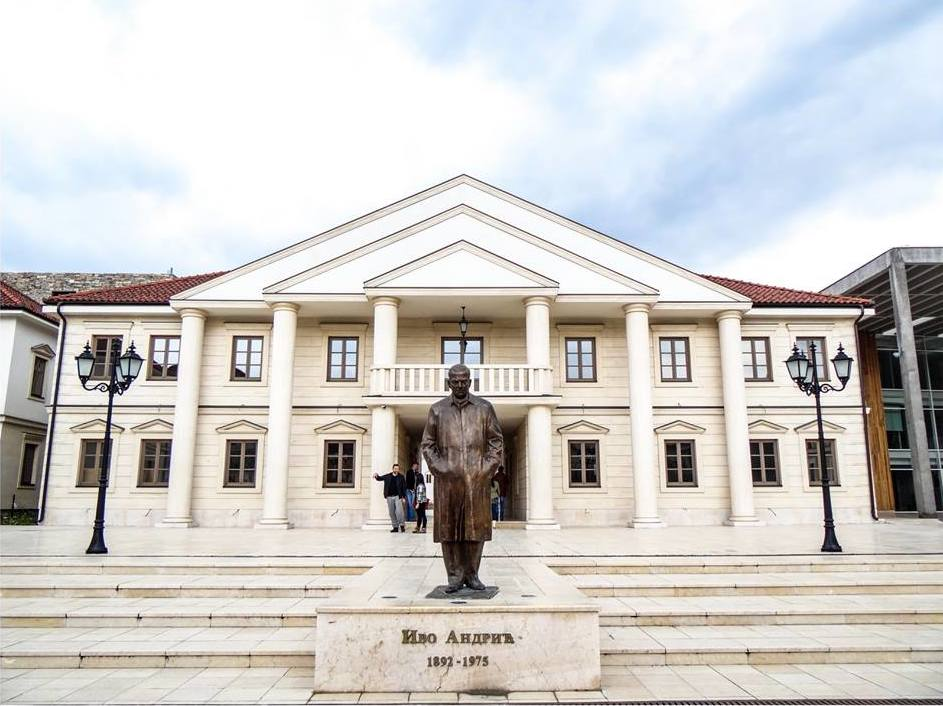
Главная площадь Андричграда
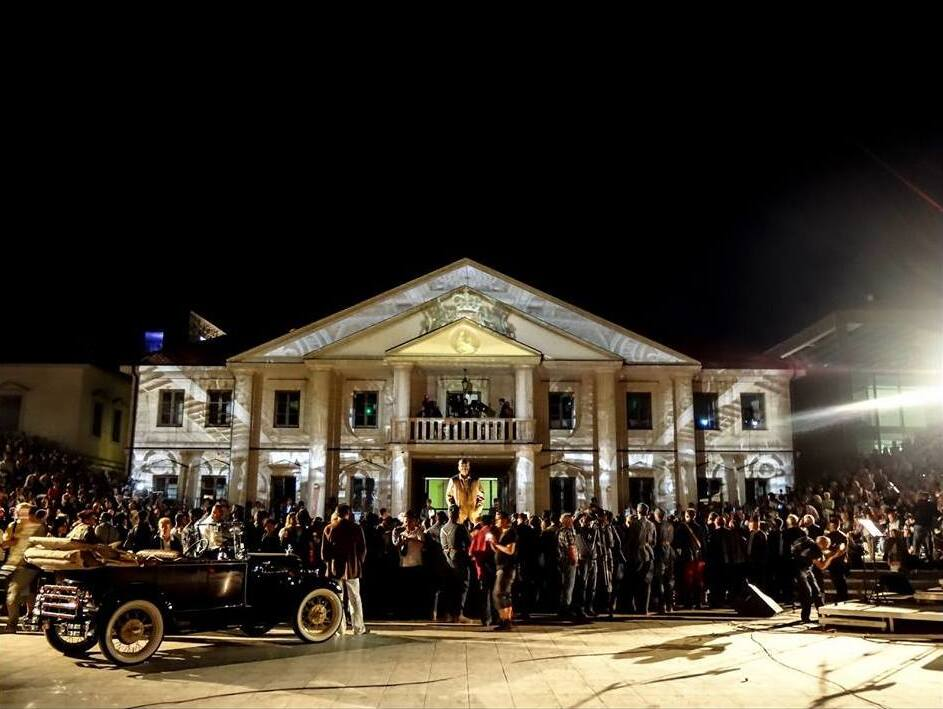
Церемония открытия 28 июня 2014
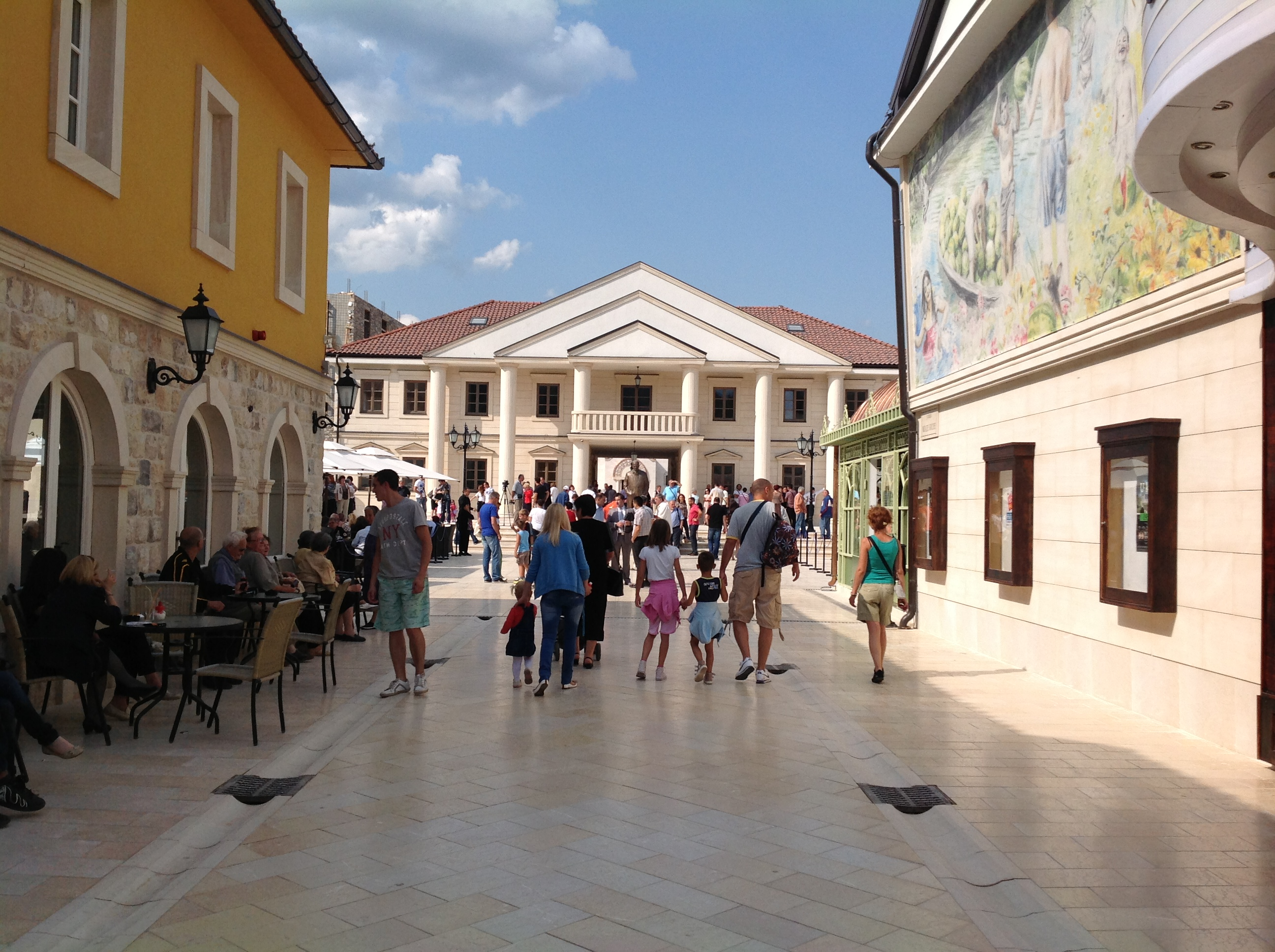
Главная улица Андричграда
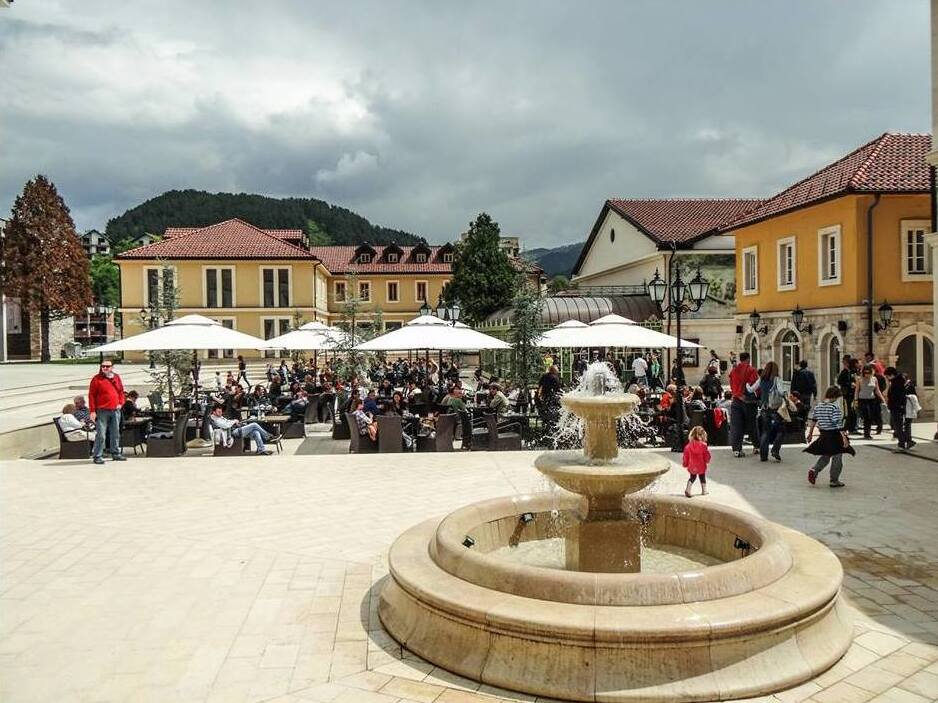
Площадь в Андричграде
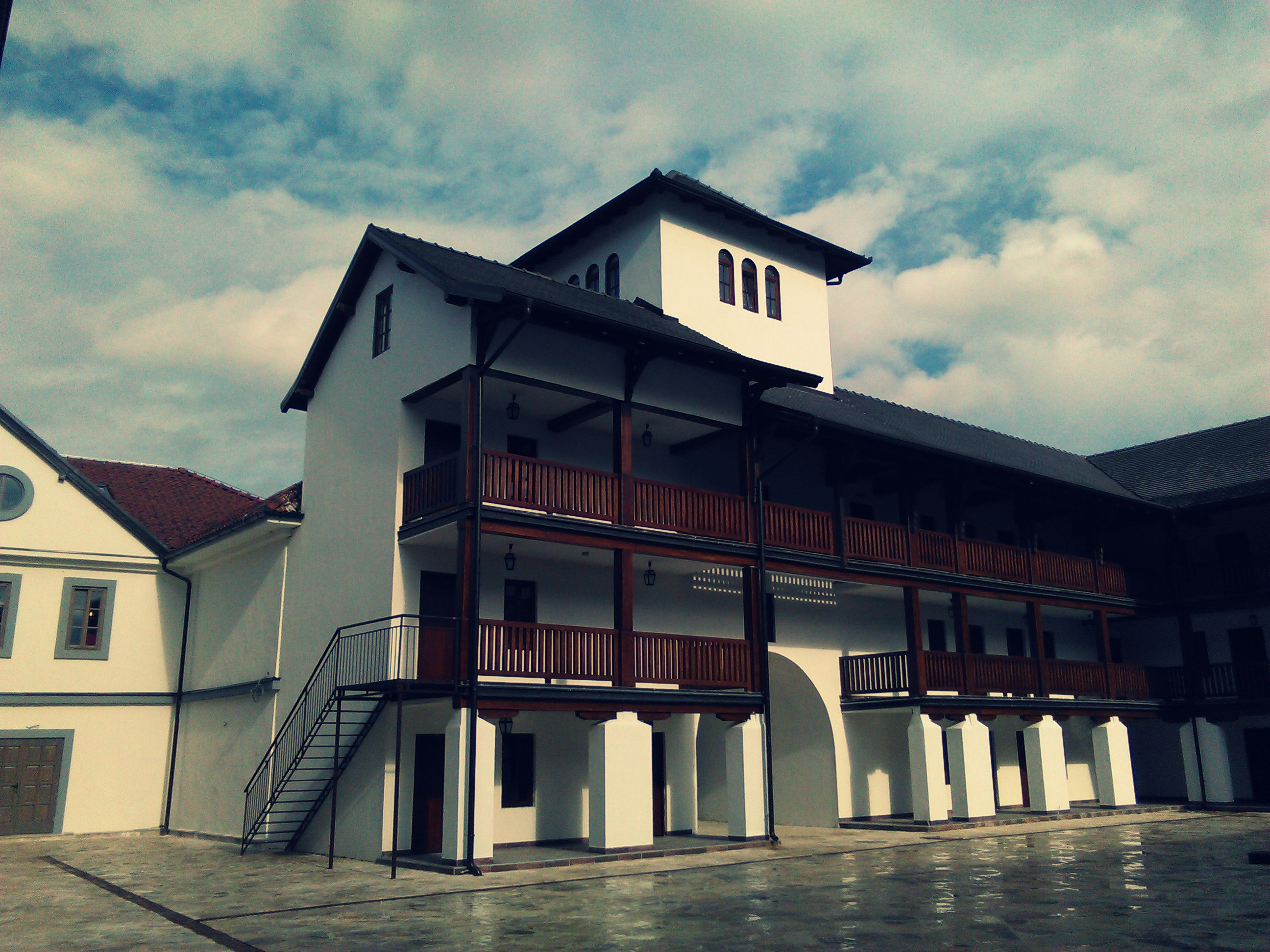
Средневековая сербская архитектура
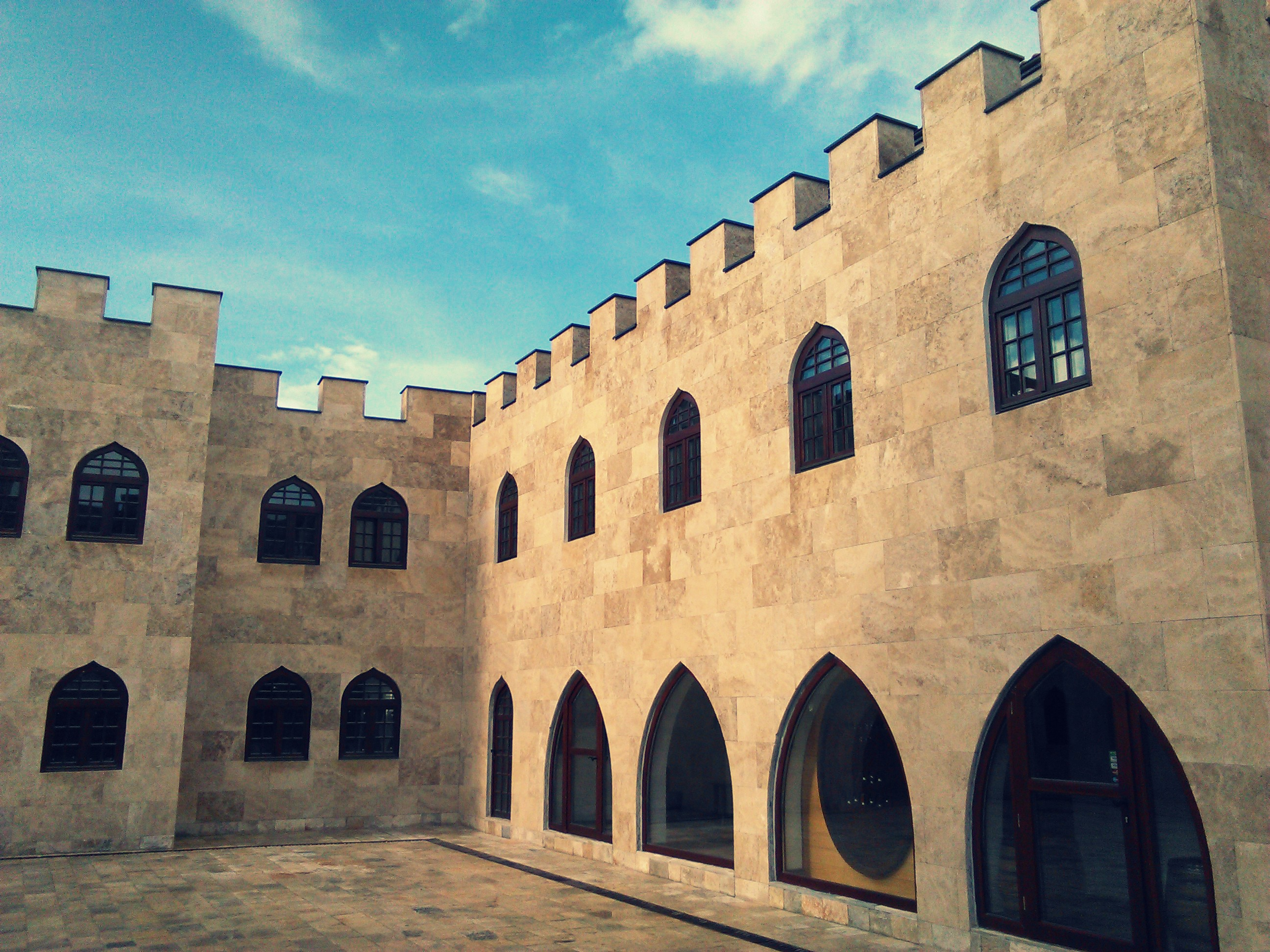
Восточная архитектура
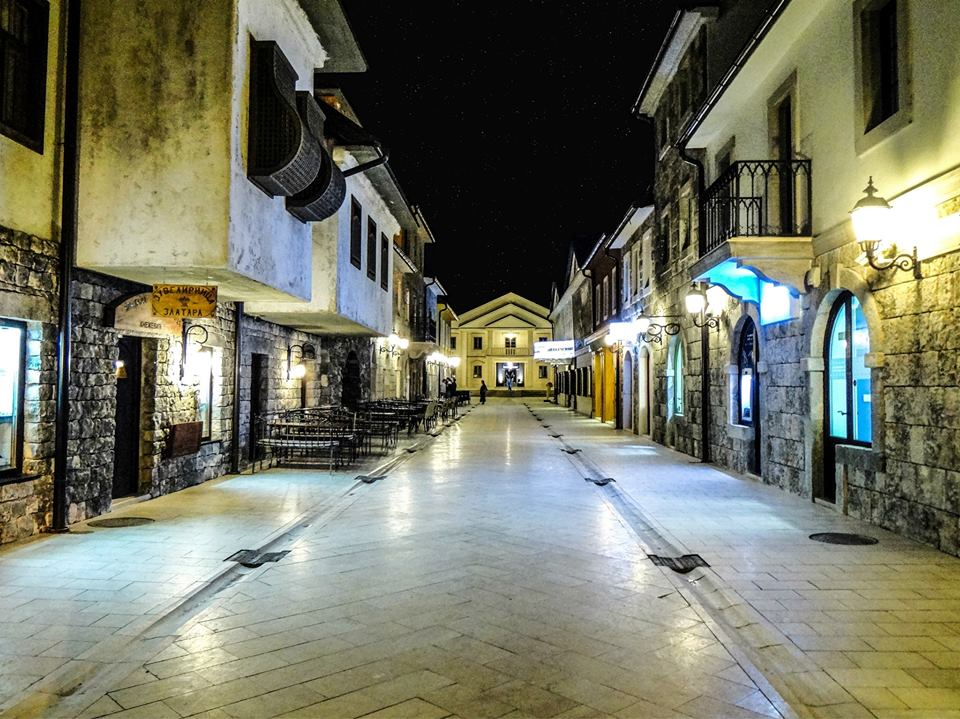
Андричград ночью
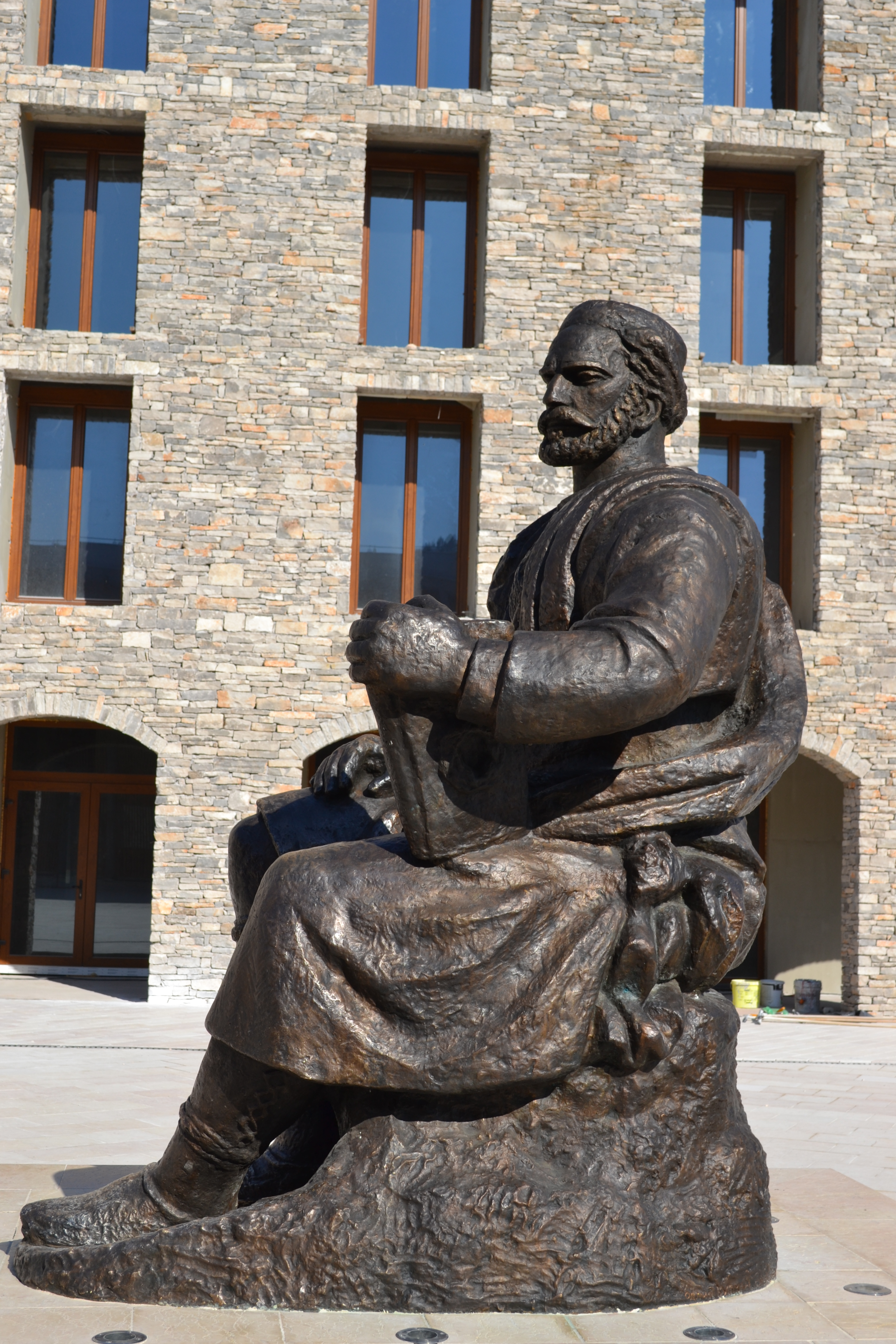
Памятник Петру II Петровичу
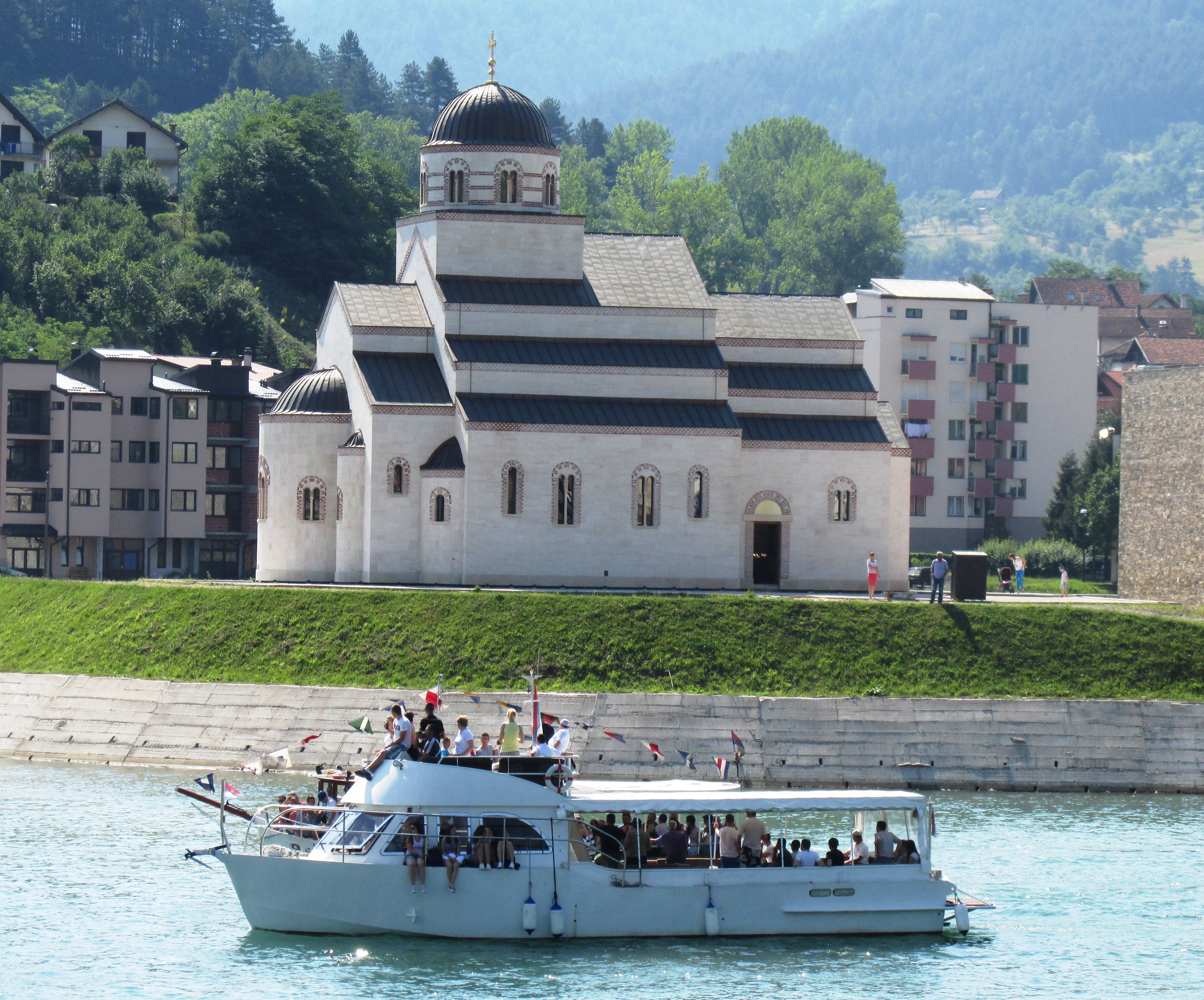
Туристическая лодка
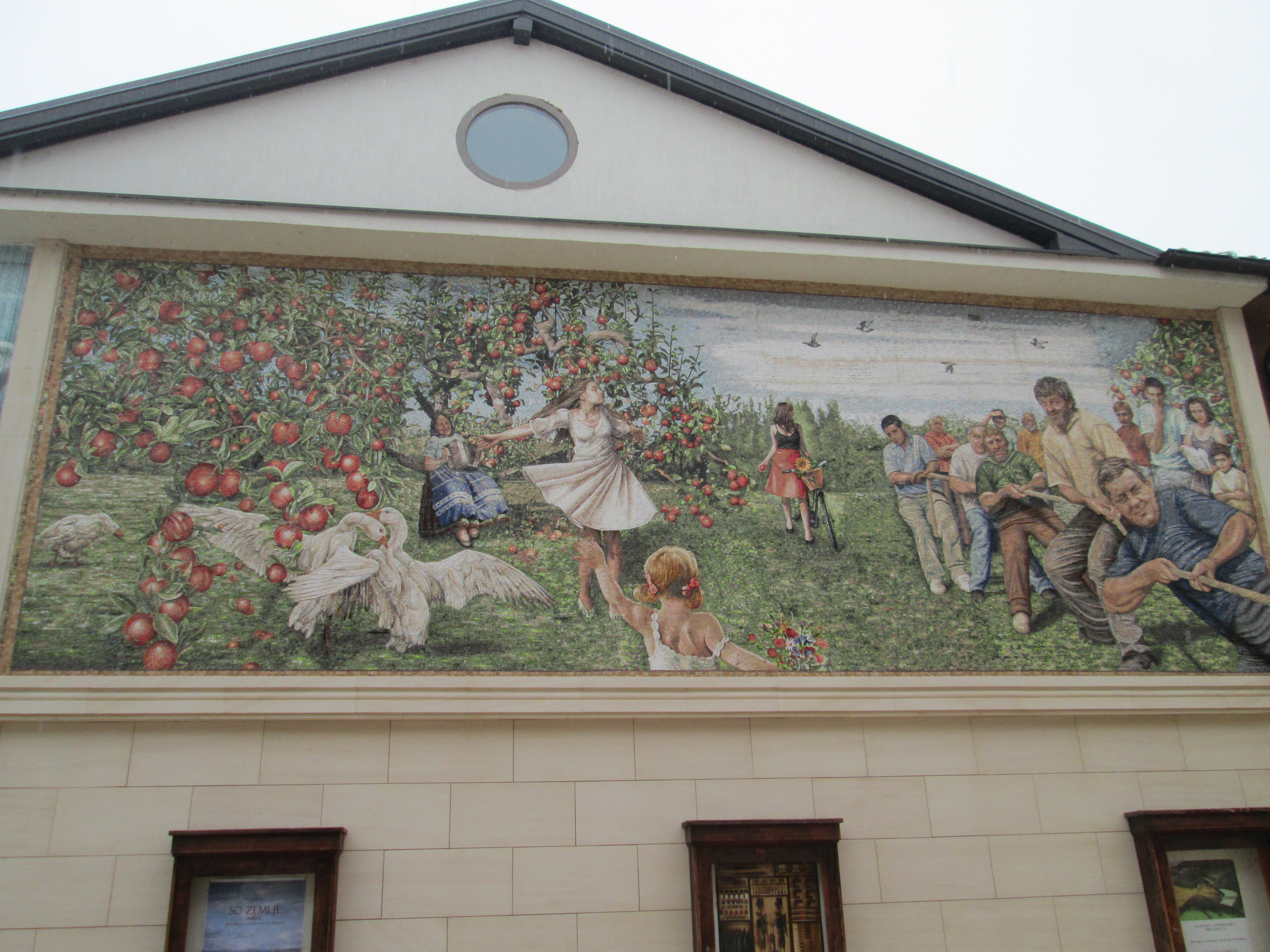
Настенная роспись
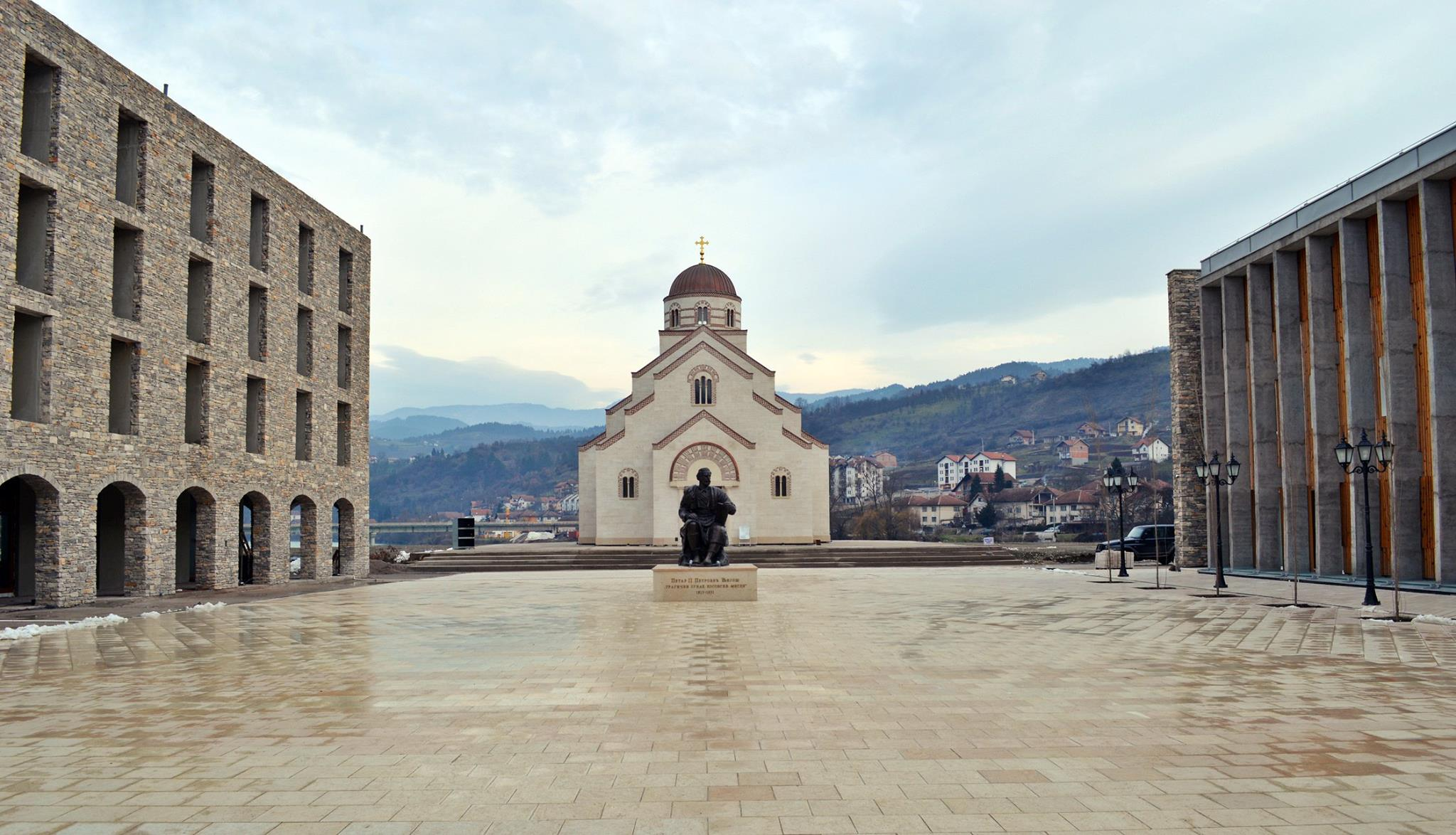
Площадь Петра II Петровича